# Edna Staebler
Edna Louise Staebler, z domu Cress (ur. 15 stycznia 1906 w Berlinie, Ontario, zm. 12 września 2006) – dziennikarka kanadyjska, autorka książek o tematyce kulinarnej i historycznej.
Studiowała na Uniwersytecie w Toronto (bakalaureat w 1929) oraz w Ontario College of Education. Od 1931 przez krótki czas pracowała jako nauczycielka. Zajmowała się jednocześnie pracą literacką, traktując ją jednak amatorsko. Zawodowo zajęła się pisaniem pod koniec lat 40. Jej pierwszą poważną publikacją był artykuł w piśmie „MacLean's” w 1948, w którym relacjonowała swoją podróż na wyspę Cape Breton. Jeden z kolejnych artykułów, poświęcony kulturze mennonitów (również na łamach „Maclean's”) przyniósł jej nagrodę Canadian Women’s Press Club w 1950.
Pracując nad artykułem o mennonitach spędziła rok w Woolwich, gdzie jeden z jej przodków był w gronie pionierów-osadników. Badania nad ich kulturą zwróciły m.in. uwagę Staebler na specyficzną kuchnię tej grupy protestanckiej. Te zainteresowania zaowocowały serią bestsellerowych książek kulinarnych – Food That Really Schmecks (1968), More Food That Really Schmecks (1979), Schmecks Appeal (1987).
Edna Staebler publikowała na łamach m.in. „Chatelaine”, „Toronto Star”, „Reader's Digest”. Obok książek kulinarnych jest autorką prac historycznych, poświęconych dziejom Kanady, zwłaszcza grup etnicznych i kulturowych. Łącznie wydała 20 książek, poza wymienionymi m.in. Cape Breton Harbour (1972), Whatever Happened to Maggie (1983), Haven't Any News, Ruby's Letters.
Została wyróżniona m.in. srebrną chochlą Gildii Kulinarnej Toronto (1991) i tytułem „Kobiety Roku” w Kitchener (1980). Burmistrz Kitchener ogłosił 28 kwietnia 1991 „Dniem Edny Staebler”. W 1996 otrzymała najwyższe cywilne odznaczenie państwowe – Order Kanady, w 1984 odebrała doktorat honoris causa Wilfrid Laurier University w Waterloo (Ontario); uczelnia ta przyznaje od 1991 doroczną nagrodę im. Edny Staebler dla autorów, którzy w swoim debiucie (ewentualnie drugiej książce) z gatunku non-fiction poruszają tematykę historii i kultury Kanady.
W latach 1933–1962 była zamężna; bezdzietne małżeństwo zakończyło się rozwodem (mąż nie był przychylnie nastawiony do jej pracy literackiej).